# Tavi
|  | Per a altres significats, vegeu «Llista d'indústria auxiliar de la motocicleta als Països Catalans#Tavi». |

Tavi fou un estat tributari protegit a l'agència de Kathiawar, prant de Jhalawar, presidència de Bombai, formada per un sol poble amb dos propietaris tributaris. La superfície era de 31 km² i la població el 1881 de 777 habitants.
Els ingressos s'estimaven en 271 lliures de les quals 31 eren pagades al govern britànic i unes 2 al nawab de Junagarh.